# Kotoul

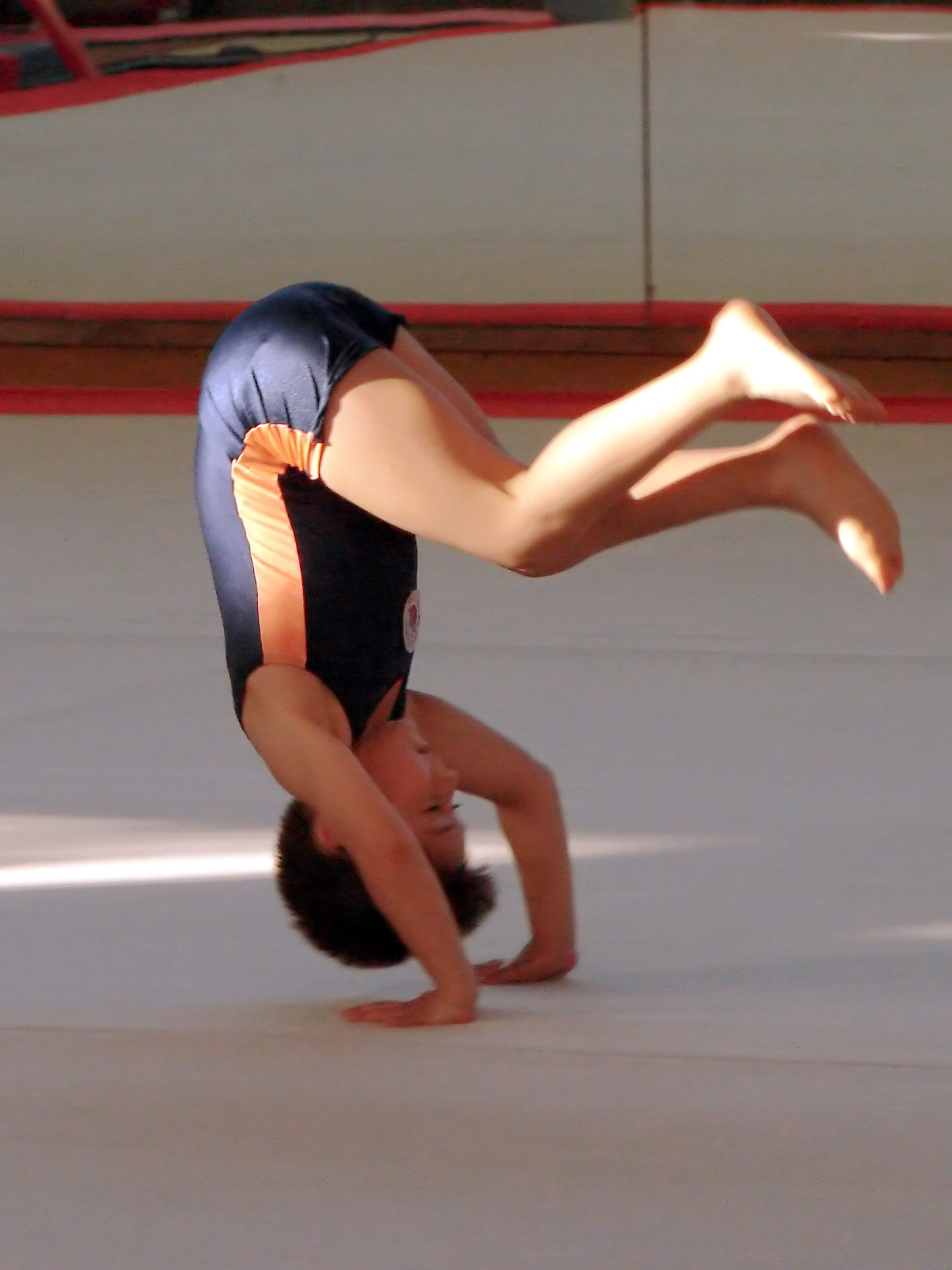
Dítě provádějící kotoul vpřed

Kotoul (také kotrmelec) je tělovýchovný cvik, který se vyučuje na základní škole. 
Je možné provést kotoul vpřed a vzad. Při kotoulu vpřed se cvičenec opře rukama o zem a otočí své tělo ve vzduchu. 
Přípravným cvikem před nácvikem samotného kotoulu je tzv. kolébka, kdy si dítě lehne na měkkou podložku, chytne si kolena a spolu s bradou je dá k hrudníku. Poté se pohupuje střídavě dopředu a dozadu.